# Pas de lettre pour le colonel (film)
Pour l’article homonyme, voir Pas de lettre pour le colonel.
Pour plus de détails, voir Fiche technique et Distribution.
Pas de lettre pour le colonel (titre mexicain : El coronel no tiene quien le escriba) est un film franco-hispano-mexicain réalisé par Arturo Ripstein, sorti en 1999.
Le film est une adaptation du roman éponyme de l'écrivain colombien Gabriel García Márquez, prix Nobel de littérature, publié en 1961

## Fiche technique
- Titre : Pas de lettre pour le colonel
- Titre original : El coronel no tiene quien le escriba
- Réalisation : Arturo Ripstein
- Scénario : Paz Alicia Garciadiego d'après le roman de Gabriel García Márquez
- Musique : David Mansfield
- Photographie : Guillermo Granillo
- Montage : Fernando Pardo
- Production : Gabriel Ripstein et Jorge Sánchez
- Société de production : Amaranta Films, Canal+, DMVB Films, Gardenia Producciones, Producciones Amaranta, Tabasco Films, Televisión Española et Tornasol Films
- Pays :  Mexique,  France et  Espagne
- Genre : Drame
- Durée : 122 minutes
- Dates de sortie : 
  -  France : 2 juin 1999
  -  Mexique : 16 septembre 1999

## Distribution
- Fernando Luján : Le colonel
- Marisa Paredes : Lola
- Salma Hayek : Julia
- Rafael Inclán : Père Angel
- Ernesto Yáñez : Don Sabas
- Daniel Giménez Cacho : Nogales
- Esteban Soberanes : Germán
- Patricia Reyes Spíndola : Jacinta
- Odiseo Bichir : Dr. Pardo
- Julián Pastor : Lugones
- Eugenio Lobo : Álvaro